# Ardales (kommunhuvudort)
Ardales är en kommunhuvudort i Spanien.   Den ligger i provinsen Provincia de Málaga och regionen Andalusien, i den södra delen av landet, 400 km söder om huvudstaden Madrid. Ardales ligger 405 meter över havet och antalet invånare är 2 631.
Terrängen runt Ardales är huvudsakligen kuperad, men norrut är den platt. Runt Ardales är det ganska tätbefolkat, med 72 invånare per kvadratkilometer. Närmaste större samhälle är Alora, 13,9 km öster om Ardales. 